# 和銅大橋

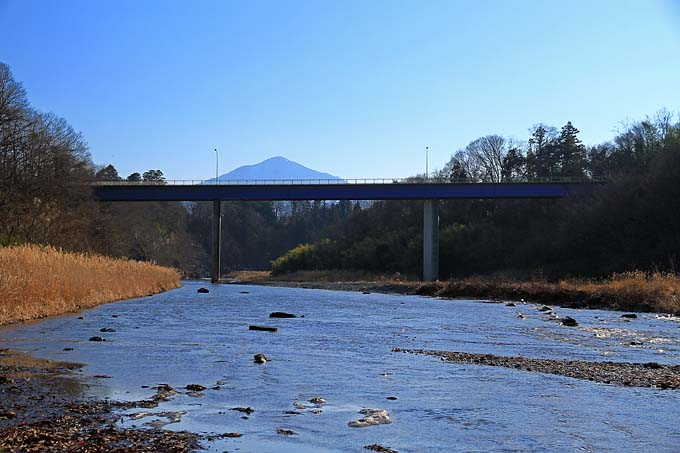
和銅大橋（2015年1月）

和銅大橋（わどうおおはし）は埼玉県秩父市黒谷と同寺尾の間で荒川に架かる秩父市道幹線8号
（招木古墳通り）の橋である。

## 概要
1981年架設の本橋は河口から116.9キロメートルの位置に架かる橋長143.1メートル、総幅員10.0メートル、有効幅員9.0メートル（車道6.0メートル、歩道2.5メートル、間に幅0.5メートルの縁石有り）、最大支間長48.0メートルの3径間の連続鋼鈑桁橋である。径間割りは左岸側から47.0メートル、48.0メートル、47.0メートルである。歩道は下流側のみに設置されている。橋の両側は河岸段丘になっていて右岸側と左岸側の段丘面を直接結んでいる。 橋の管理者は秩父市である。橋の東詰を東に進むと国道140号の「和銅大橋前」交差点に至る。
橋を通る路線バスやコミュニティバスなどの公共交通機関は設定されていない。左岸側は西武観光バスの秩父吉田線の「招木」停留所が最寄り。橋は埼玉県のぐるっと埼玉サイクルネットワーク構想に基づき策定された「自転車みどころスポットを巡るルート」の「秩父札所34カ所を回るルート」の経路に指定されている。

## 歴史

### 招木の渡し
和銅大橋が架けられている場所の直ぐ下流側には大正時代に開設された「招木の渡し」と呼ばれた渡船場が存在していた。渡船の管理運営は寺尾村招木地区が行ない、船頭は同地区の交代制とされた。船は両岸より縄等を張り、それを手繰りしていた繰船を運行していた。増水時は運休された。また、冬場の減水期は仮設の橋が架設され、その際は対岸の黒谷地区からも人足が手配されていた。渡船料は無賃であったが、昭和初期はお礼として5銭を払う人が多かった。この渡船場は上流側の1930年（昭和5年）の秩父橋（2代目）開通の他、下流側の1935年（昭和10年）の皆野橋の竣工の影響により廃止された。秩父市立博物館（現、秩父市立民俗博物館）に、この渡船で使用されていた船一艘が保存されている。

### 橋の架設
橋は1977年（昭和52年）着手された秩父市道幹線38号線（現、秩父市道幹線8号）道路新設事業の荒川架橋工事として建設省（現国土交通省）より橋梁整備事業の承認を受け、国庫補助事業として秩父市が事業主体となり、総工費6億570万円を投じ、1978年（昭和53年）着工された。橋の施工会社は高田機工株式会社が担当した。
既に上流側で久那橋が並行して1977年（昭和52年）より架設工事が実施されている中での着工で、国の国庫補助を受けたとはいえ、長大な市道の永久橋の同時架設は埼玉県内の自治体でも前例がなく、地方自治体などの関係機関の注目を浴びた。
黒谷、寺尾地区が秩父市に編入された1954年（昭和29年）頃から両地区住民の「悲願のかけ橋」や「夢の架橋」と待望された橋は1981年（昭和56年）3月に竣工し、左右両岸に国道140号から県道44号へ接続する取り付け道路である延長947メートル、幅員9.75メートルの秩父市道幹線38号線が整備され、1981年竣工した。橋は周囲に和銅遺跡や飯塚・招木古墳群が所在することから当時の加藤市長により「和銅大橋」と命名され、取り付け道路の方は「招木古墳道路」という愛称が命名された。
なお、取り付け道路は招木古墳群の区域を通り、古墳7基が取り付け道路の予定地と重なったが、その内の1基である89号古墳が左岸側橋詰に移築復元されている。
橋は1981年4月16日開通し、開通式は雨の降る中、黒谷側の橋詰にて10時30分より挙行され、秩父神社の神職によるお祓いや玉串拝礼等の神事のあと黒谷の獅子舞が披露された。そして市長他3名によるテープカットが執り行われ、神職を先頭に地元関係者のほか、二組の三代夫婦や幼稚園児による渡り初めが行われた。
また、左岸側橋詰に「和銅大橋完成記念」と称した記念碑が開通日と同じ1981年4月16日に設立されている。

### 開通後
2011年（平成23年）度に和銅大橋塗替工事が実施された。塗装は東京塗装が行い、後日秩父市の審査により優秀な工事だったことが評価され、2012年（平成24年）1月27日に優秀建設工事施工者の「奨励賞」として秩父市の表彰を受けた。

## 周辺

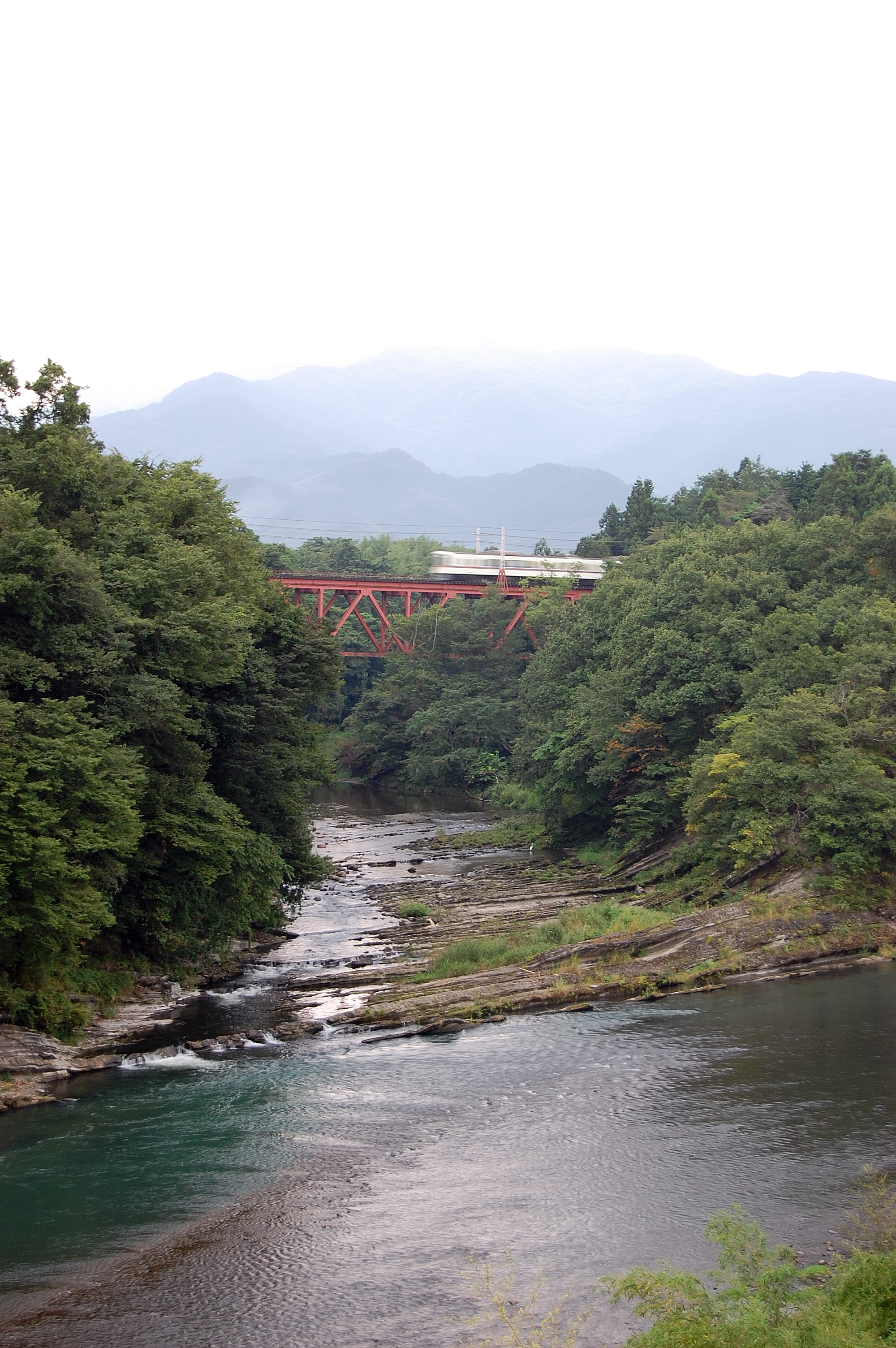
和銅大橋上流側の荒川

付近は三波川変成帯と秩父帯の境界域にある河岸段丘地形で河川の流路に沿って段丘崖が発達し、河床は変成岩特有の縞模様が目立つ。すぐ上流側で横瀬川が合流する。当橋と下流側の秩父橋の間の荒川に秩父太平洋セメントの地中式長距離ベルトコンベアを通す私設橋（ベルトコンベアー橋）が架かる。その橋と本橋の付近にはウグイの人工産卵床が設置されている。
秩父夜祭の祭事の際は、市街地には交通規制が敷かれ車両通行止めとなるため、上流側の巴川橋と共に国道140号の迂回路にもなっている
。
- 和銅黒谷駅
- 和銅採掘遺跡 - 県指定旧跡
- 聖神社 - 和銅山山麓に鎮座
  - 和銅鉱物館
- 内田家住宅
- 飯塚・招木古墳群 - 県指定史跡。すぐ西側に所在する群集墳。
- 諏訪城跡
  - 諏訪神社
- 和銅鉱泉
- 覗岩[21]

## その他
- 和銅大橋は埼玉県のぐるっと埼玉サイクルネットワーク構想に基づき策定された「自転車みどころスポットを巡るルート」の「秩父札所34カ所を回るルート」の経路に指定されている[22]。

## 風景

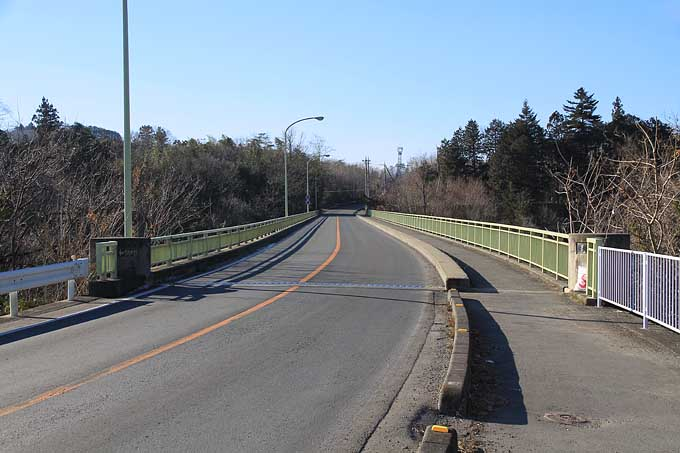
和銅大橋の東詰より望む。
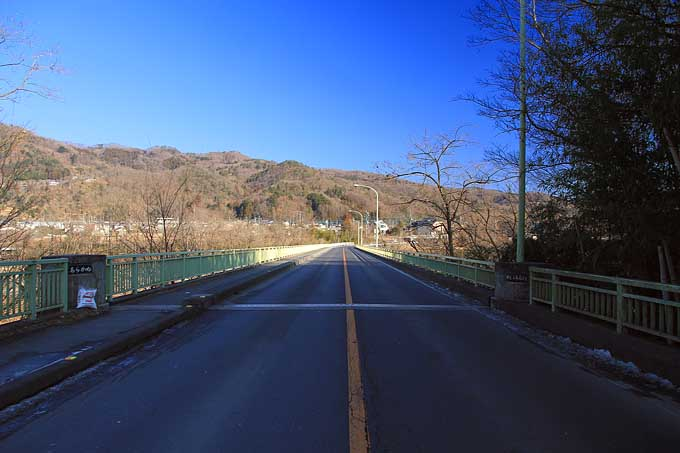
和銅大橋の西詰より望む。
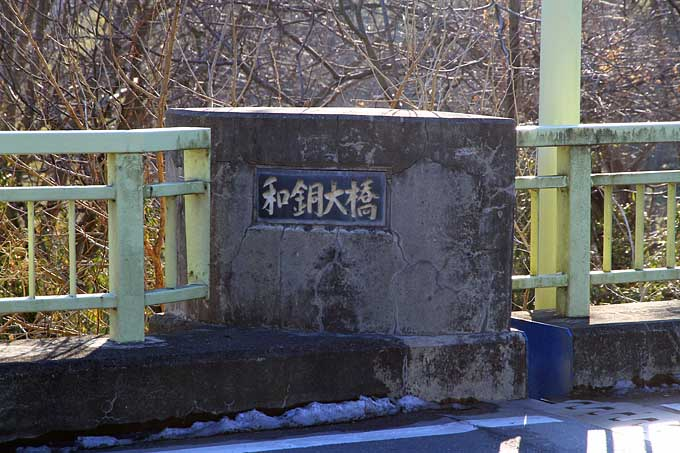
和銅大橋の親柱。
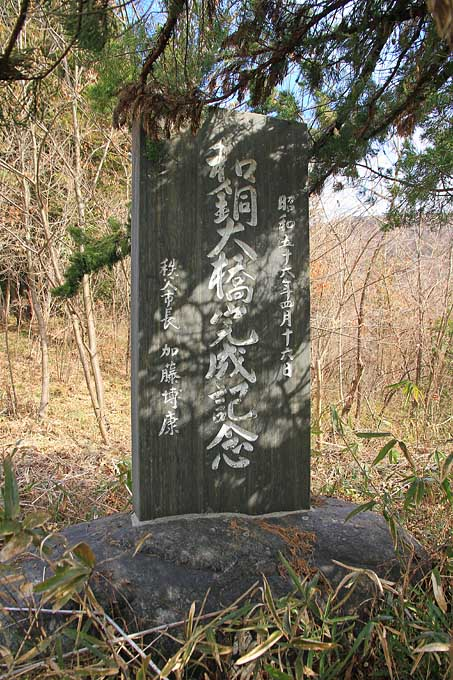
「和銅大橋完成記念」の石碑。

## 隣の橋
- 荒川

（上流） - 武之鼻橋 - 秩父橋 - 和銅大橋 - 新皆野橋 - 皆野橋 - （下流）